# Lhota (Chuchelna)
Lhota je vesnice, část obce Chuchelna v okrese Semily. Nachází se asi dva kilometry jižně od Chuchelny.
Lhota leží v katastrálním území Lhota Komárov o rozloze 3,55 km². V katastrálním území Lhota Komárov leží i Komárov. Ke Lhotě patří osady a samoty Bačov a Na Vartě.

## Historie
První písemná zmínka o vesnici pochází z roku 1621.

## Další fotografie

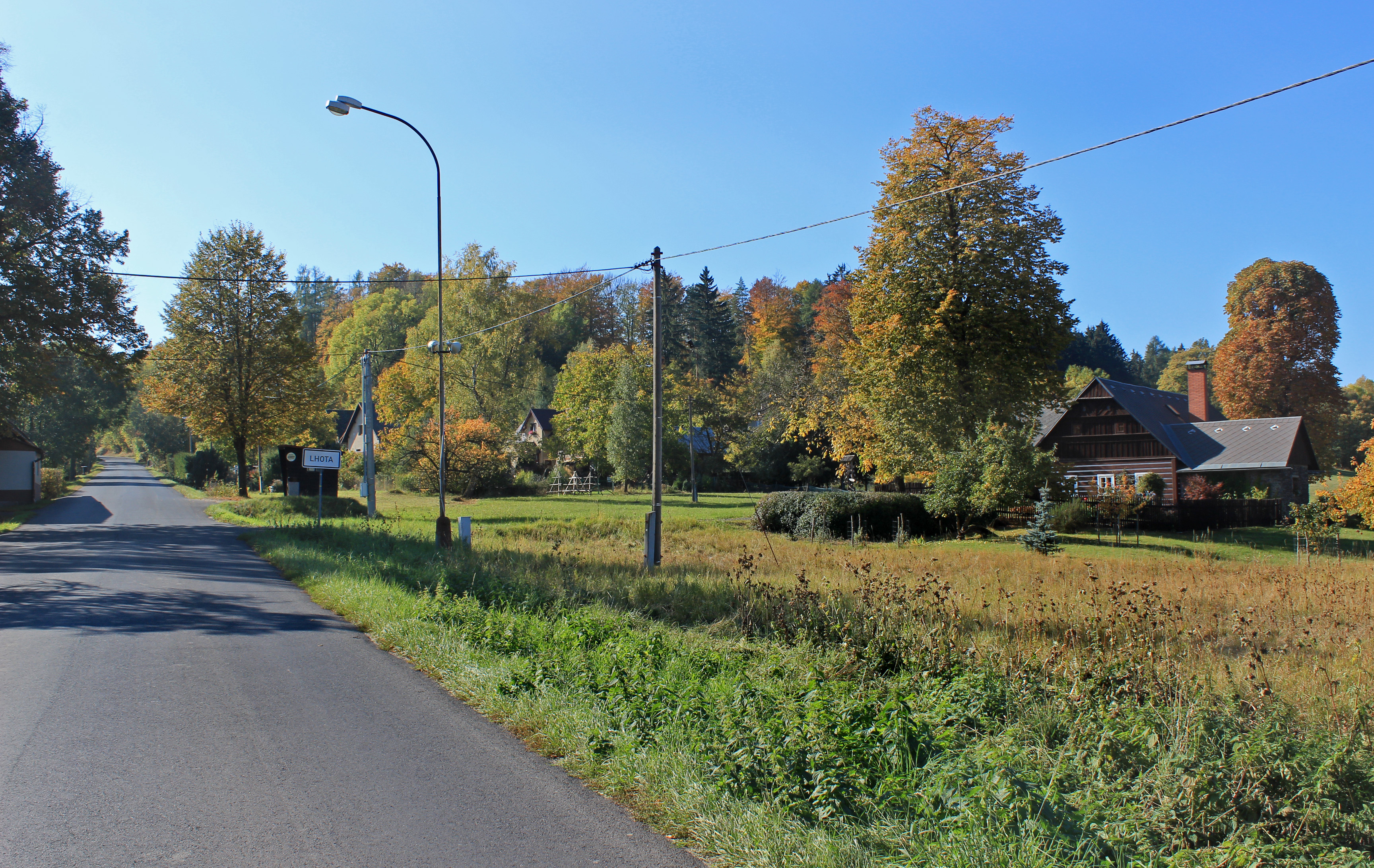
Východní část vesnice
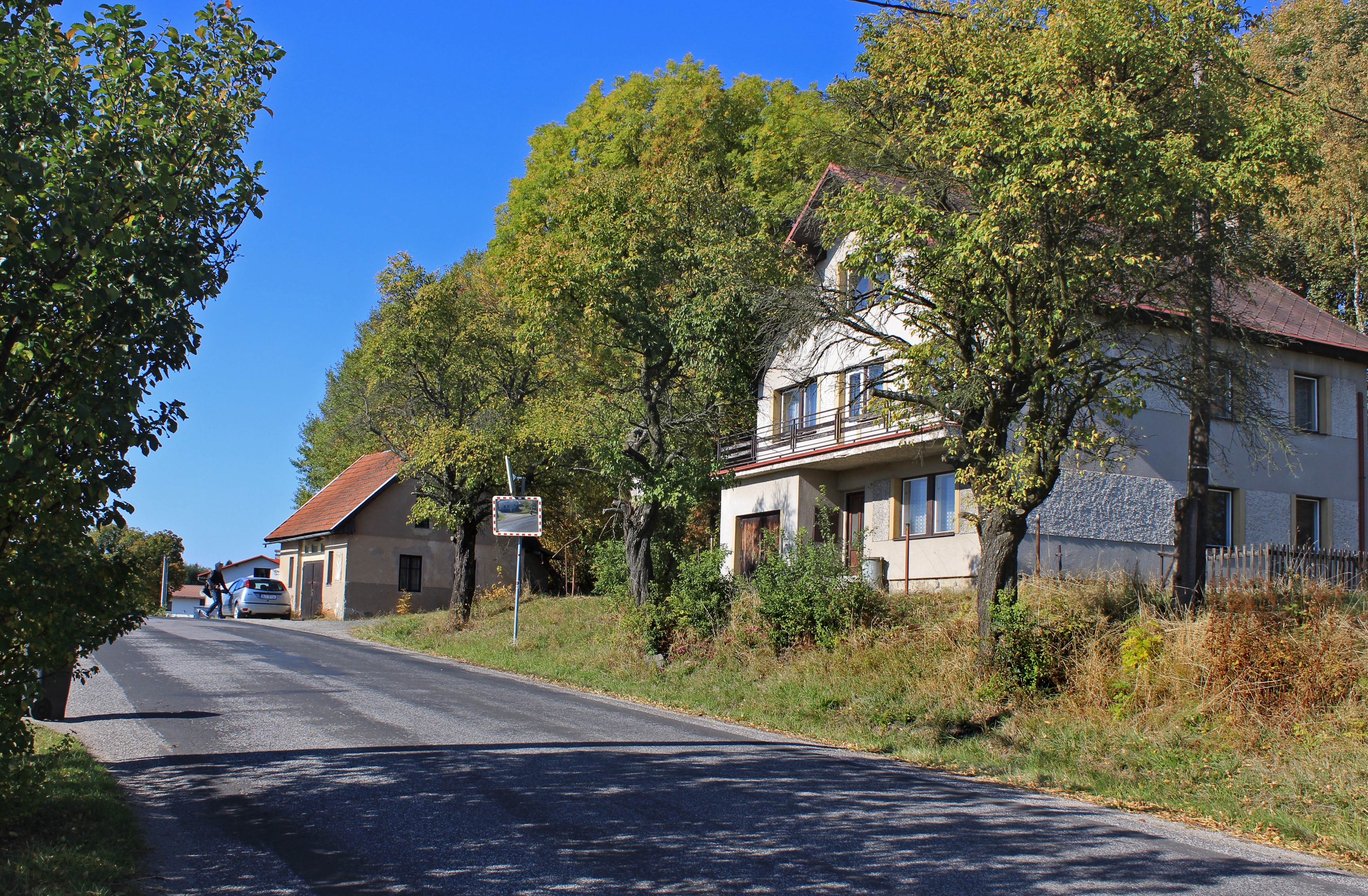
Osada Bačov
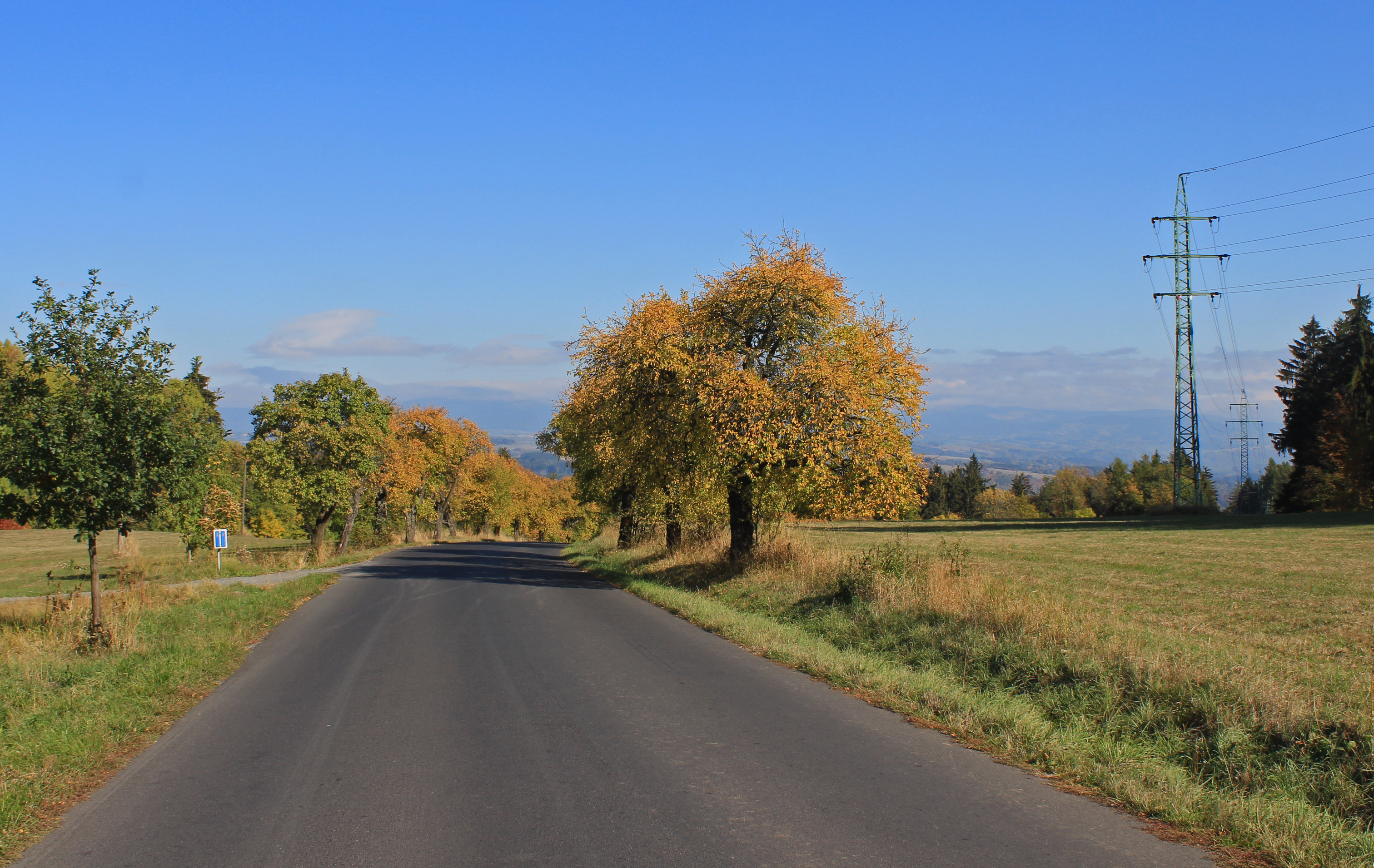
Silnice k Semilům